# Casimiro Nay
Pour les articles homonymes, voir Nay.
Casimiro Nay (né le 5 février 1885 à Robbio en Italie et mort le 23 novembre 1928 à 43 ans) est un joueur de football italien, qui évoluait au poste de milieu de terrain.
Son fils, Cesare, fut également footballeur à la Juventus.

## Biographie
Casimiro Nay arrive dans le club de la Juventus un an après ses premiers succès en championnat (championnat d'Italie en 1905), dans l'espoir de continuer à gagner des titres.
Nay reste dans l'équipe durant cinq saisons, et fait ses grands débuts au club le 13 janvier 1907 lors du Derby della Mole contre le Torino FC (défaite par 2 buts à 1). Il joue son dernier match le 19 mars 1911 lors d'une défaite 3-0.

## Palmarès
Juventus
- Championnat d'Italie :
  - Vice-champion : 1906.